# Bassou Boulghalgh
Bassou Boulghalgh (Sint-Oedenrode, 24 mei 1995) is een Nederlands-Marokkaans voetballer die doorgaans speelt als middenvelder. In juli 2020 verruilde hij Kozakken Boys voor UNA.

## Clubcarrière
Boulghalgh werd geboren in het dorp Sint-Oedenrode en startte zijn carrière bij de jeugd van FC Den Bosch. Bij deze club doorliep hij ook de gehele opleiding, alvorens hij op 15 maart 2013 zijn debuut mocht maken voor de club. In een uitduel bij Fortuna Sittard, mocht hij na zevenenzeventig minuten invallen voor Randy Wolters. De wedstrijd eindigde in 0–0. In de zomer van 2016 verliep zijn verbintenis en verliet hij Den Bosch. Gedurende een halfjaar zat de middenvelder zonder club. In januari werd OSS '20 zijn nieuwe club. Na een half seizoen verruilde hij deze club voor UNA. Medio 2019 verkaste de middenvelder naar Kozakken Boys. Een jaar later keerde Boulghalgh terug bij UNA.

## Clubstatistieken
| Seizoen | Club         | Competitie     | Competitie | Competitie | Beker | Beker | Internationaal | Internationaal | Totaal | Totaal |
| Seizoen | Club         | Competitie     | Wed.       | Dlp.       | Wed.  | Dlp.  | Wed.           | Dlp.           | Wed.   | Dlp.   |
| ------- | ------------ | -------------- | ---------- | ---------- | ----- | ----- | -------------- | -------------- | ------ | ------ |
| 2012/13 | FC Den Bosch | Eerste divisie | 3          | 0          | 0     | 0     | —              | —              | 3      | 0      |
| 2013/14 | FC Den Bosch | Eerste divisie | 4          | 0          | 0     | 0     | —              | —              | 4      | 0      |
| 2014/15 | FC Den Bosch | Eerste divisie | 15         | 0          | 0     | 0     | —              | —              | 15     | 0      |
| 2015/16 | FC Den Bosch | Eerste divisie | 0          | 0          | 0     | 0     | —              | —              | 0      | 0      |
| Totaal  | Totaal       | Totaal         | 22         | 0          | 0     | 0     | 0              | 0              | 22     | 0      |